# برايان ليونارد
برايان ليونارد (بالإنجليزية: Brian Leonard)‏ هو لاعب كرة قدم أمريكية أمريكي، ولد في 3 فبراير 1984 في غوفيرنور في الولايات المتحدة.

## وصلات خارجية
- برايان ليونارد على موقع مرجع كرة القدم المحترفة.كوم (الإنجليزية)